# Billy Mackenzie
William MacArthur "Billy" MacKenzie (27 de marzo de 1957 – 22 de enero de 1997) fue un cantante escocés, reconocido por haber sido uno de los miembros fundadores de la agrupación de post-punk The Associates.

## Carrera
MacKenzie conoció en Escocia al guitarrista Alan Rankine y en 1976 fundó una banda llamada The Ascorbic Ones. Cambiaron su nombre a Mental Torture y finalmente a The Associates en 1979. Rankine dejó Associates en 1982, pero MacKenzie continuó grabando con ese nombre hasta comienzos de la década de 1990, cuando inició una carrera como solista. Mackenzie también colaboró con muchos otros artistas durante su carrera. En 1987, escribió la letra de dos canciones del grupo suizo Yello para el álbum One Second: "Moon on Ice", la cual cantó, y "The Rhythm Divine", cantada por Shirley Bassey y publicada como sencillo. 
El 22 de enero de 1997, la depresión a causa de la muerte de su madre contribuyó a que Mackenzie se suicidara. Abusó del paracetamol en la casa de su padre en Auchterhouse, Angus. Tenía 39 años.
La canción "Cut Here" de The Cure, escrita por Robert Smith, amigo de Mackenzie, trata sobre la culpa que en ese momento Robert sentía por haber visto a Mackenzie semanas antes de su muerte tras bastidores en un concierto de The Cure, y por no haber podido dedicarle un poco más de tiempo a su conversación ese día.

## Discografía

### Solista[5]
- Outernational (1992)
- Beyond The Sun (1997)
- Memory Palace (1999)
- Eurocentric (2001)
- Auchtermatic (2005)
- Transmission Impossible (2005)